# Resolutie 374 Veiligheidsraad Verenigde Naties
Resolutie 374 van de Veiligheidsraad van de Verenigde Naties werd unaniem aangenomen op 18 augustus 1975.

## Achtergrond
De dekolonisatie van Mozambique verliep gewelddadig omdat de Mozambikanen het slecht hadden onder het koloniale systeem en moesten toezien hoe de Portugezen hun rijkdommen stalen en hen uitbuitten. Er werden verzetsgroepen gevormd. Het bevrijdingsfront FRELIMO voerde tien jaar oorlog tegen de Portugezen. Na de Anjerrevolutie in 1975 verlieten de Portugezen het land vrijwel van de ene op de andere dag. De onafhankelijke Republiek Mozambique werd uitgeroepen op 25 juni 1975.

## Inhoud
De Veiligheidsraad had de aanvraag van de volksrepubliek Mozambique bestudeerd, en beval de Algemene Vergadering aan om de volksrepubliek Mozambique toe te laten als VN-lidstaat.

## Verwante resoluties
- Resolutie 372 Veiligheidsraad Verenigde Naties (Kaapverdië)
- Resolutie 373 Veiligheidsraad Verenigde Naties (Sao Tomé en Principe)
- Resolutie 375 Veiligheidsraad Verenigde Naties (Papoea-Nieuw-Guinea)
- Resolutie 376 Veiligheidsraad Verenigde Naties (Comoren)

Lijst ·  367 ·  368 ·  369 ·  370 ·  371 ·  372 ·  373 ·  374 ·  375 ·  376 ·  377 ·  378 ·  379 ·  380 ·  381 ·  382 ·  383 ·  384